# 阿龙·朗
阿龙·朗（英語：Aaron Long，1992年10月12日—），美国男子足球运动员，司职中场，2018年加入成年国家队。他曾代表美国国家队参加2022年国际足联世界杯，结果队伍止步十六强。